# Karner

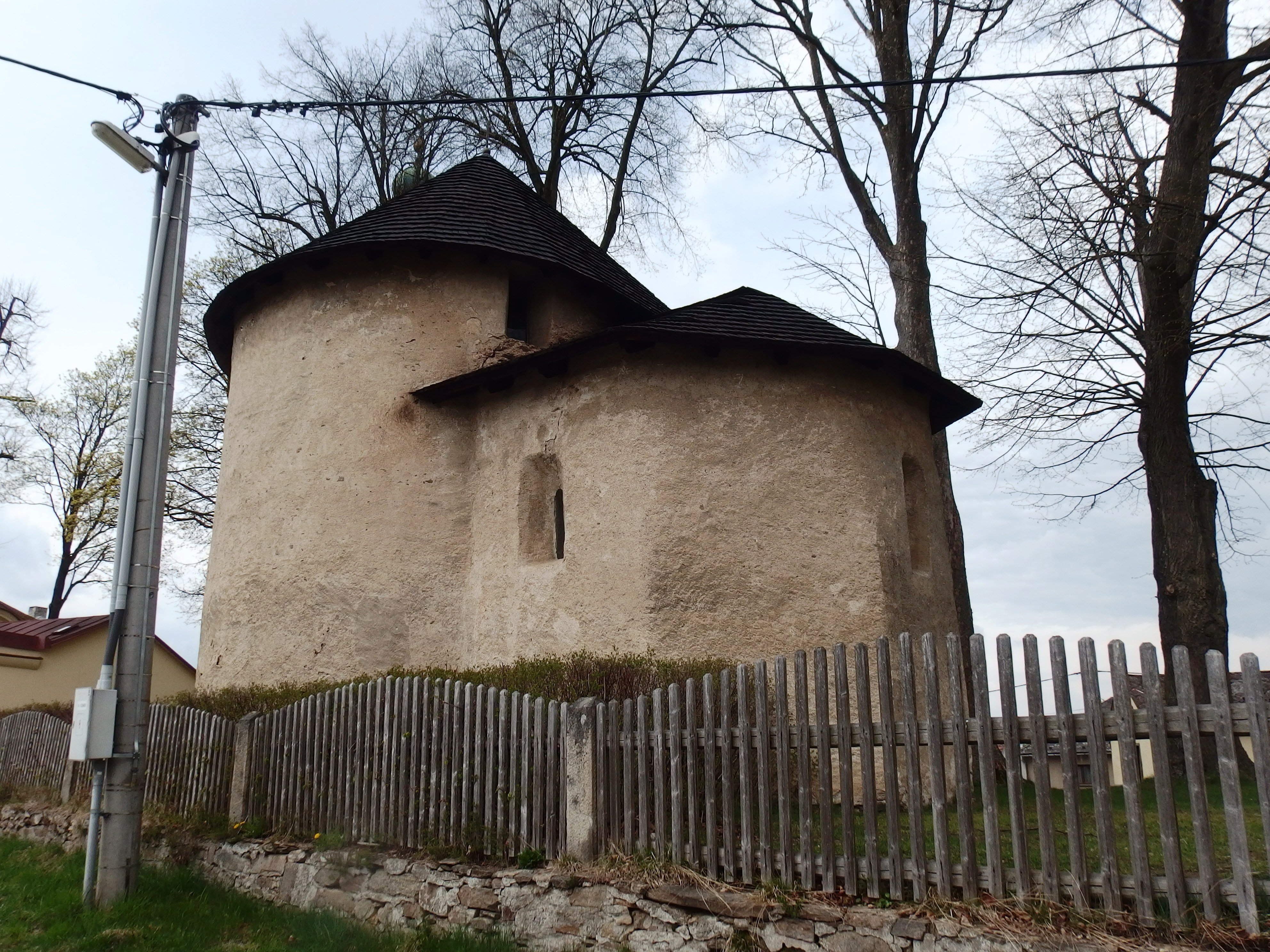
Pozdně románská hřbitovní kostnicová kaple (karner) sv. Trojice, Stonařov

Karner (z lat. carnarium – márnice) je patrová centrální hřbitovní sakrální stavba (kaple – obvykle rotunda) s kostnicí (lat. ossarium) v přízemí (často zahloubeném v terénu). Analogické stavby jsou známy z celého světa a v kontextu různých náboženství. V prostředí střední Evropy byly karnery budovány hlavně v oblasti jihozápadní Moravy, na Slovensku a v Rakousku typicky v románském a gotickém období.
| název                                   | obec                   | země                          | stav    | vznik                      | rovnoběžka | poledník |
| --------------------------------------- | ---------------------- | ----------------------------- | ------- | -------------------------- | ---------- | -------- |
| Karner Bad Deutsch-Altenburg            | Bad Deutsch-Altenburg  | Rakousko                      | stojící | 13. století                | 48.67298   | 15.17119 |
| Karner Burgschleinitz                   | Drosendorf-Zissersdorf | Rakousko                      | stojící | 13. století                | 48.60575   | 15.81577 |
| Karner Kühnring                         | Drosendorf-Zissersdorf | Rakousko                      | stojící | 13. století                | 48.63335   | 15.78370 |
| Karner Gars                             | Gars am Kamp           | Rakousko                      | stojící |                            | 48.59381   | 15.65491 |
| Karner Hl. Michale                      | Großglobnitz           | Rakousko                      | stojící | 14. století                | 48.67296   | 15.17119 |
| Karner Hadersdorf                       | Hadersdorf am Kamp     | Rakousko                      | stojící | 14. století                | 48.45835   | 15.71970 |
| Karner Hardegg                          | Hardegg                | Rakousko                      | stojící |                            | 48.85451   | 15.85803 |
| Karner Mistelbach                       | Mistelbach             | Rakousko                      | stojící | 13. století                | 48.56966   | 16.57741 |
| Karner Hl. Pantaleon                    | Mödling                | Rakousko                      | stojící | 13. století                | 48.08489   | 16.27984 |
| Karner Pulkau                           | Pulkau                 | Rakousko                      | stojící | 13. století                | 48.70783   | 15.86119 |
| Karner Thaya                            | Thaya                  | Rakousko                      | stojící |                            | 48.85477   | 15.29034 |
| Karner Zwettl                           | Zwettl                 | Rakousko                      | stojící | 14. století                | 48.59981   | 15.16644 |
| Chapelle funéraire de Chambon-sur-Lac   | Chambon-sur-Lac        | Francie, Auvergne-Rhône-Alpes | stojící | 10. století                | 45.57166   | 2.89996  |
| Kostel sv. Václava                      | Bítov (starý Bítov)    | Morava                        | zaniklý |                            | 48.94444   | 15.69694 |
| Rotunda sv. Oldřicha                    | Hrádek                 | Morava                        | stojící | 13. století                | 48.77183   | 16.26750 |
| Karner sv. Michala                      | Moravské Budějovice    | Morava                        | stojící | 14. století                | 49.05114   | 15.80883 |
| Karner Šatov                            | Šatov                  | Morava                        | zaniklý | 13. století                | 48.79412   | 16.00832 |
| Karner sv. Jana Křtitele                | Staré Město            | Morava                        | stojící | 13. století                | 49.07487   | 17.45083 |
| Kostel sv. Václava                      | Stonařov               | Morava                        | stojící | 13. století                | 49.28136   | 15.58750 |
| Rotunda sv. Ondřeje                     | Vranov nad Dyjí        | Morava                        | stojící | 14. století                | 48.89514   | 15.81354 |
| Kaple sv. Václava                       | Znojmo [zdroj?]        | Morava                        | zaniklý | 13. století                | 48.85467   | 16.04539 |
| Banská Bystrica – karner                | Banská Bystrica        | Slovensko                     | zaniklý |                            | 48.73716   | 19.14709 |
| Bratislava, hradný vrch – karner        | Bratislava             | Slovensko                     | zaniklý | okolo 1200                 | 48.14218   | 17.10113 |
| Bratislava – románský karner sv. Jakuba | Bratislava             | Slovensko                     | zaniklý | okolo 1100                 | 48.14468   | 17.11212 |
| Nové Mesto nad Váhom                    | Nové Mesto nad Váhom   | Slovensko                     | zaniklý | 13./14. století            | 48.75606   | 17.83281 |
| Karner Trnava                           | Trnava                 | Slovensko                     | zaniklý |                            | 48.37907   | 17.59228 |
| Zvolen                                  | Zvolen                 | Slovensko                     | zaniklý | 14.století                 | 48.57767   | 19.12567 |
| Kaple sv. Ondřeje                       | Kremnica               | Slovensko                     | stojící | kolem 1250                 | 48.70652   | 18.91767 |
| Kaple sv. Michala                       | Banská Štiavnica       | Slovensko                     | stojící | první polovina 13. století | 48.45932   | 18.89135 |